# Hertha Hanson (konstnär)
Hertha Hanson, född 1980 i Lund, är en svensk abstrakt målare.
Hertha Hanson är utbildad vid Konsthögskolan i Malmö 2004–2009. Hon är representerad av Anna Bohman Gallery i Stockholm där hon 2019 hade sin fjärde separatutställning. Hanson har även ställt ut separat på bland annat Kristinehamns Konstmuseum, Rackstadmuseet i Arvika, på Galleri Lilith Waltenberg i Malmö och i Bror Hjorths hus i Uppsala. Hanson har också deltagit i samlingsutställningar på Vargåkra konsthall i Hammenhög, på Luleå konsthall, Malmö konstmuseum, Lunds konsthall, Bror Hjorths hus i Uppsala, Moderna Museet i Malmö och Galleri Arnstedt i Östra Karup.
Hanson är representerad hos Statens konstråd, Malmö konstmuseum, Sveriges allmänna konstförening, Bror Hjorths Hus, Region Halland och hos AnneElle Gallery i Stockholm..
Joanna Persman skriver om Hertha Hansons måleri: 
”Hansons måleri är att inte veta”, skriver konstvetaren Thomas Millroth i den vackra essän till utställningen. Hennes seriella skapande handlar nämligen om att måla och att förstöra, om att pröva sig fram, förkasta och om att hitta tillbaka. Verkens titel består av ett serienummer. På utställningen finns #193, #213, #215 med flera. Varje duk blir döpt, men det är bara ett fåtal som överlever konstnärens auktoritära blick. Varje verk är en ny prövning och ett nytt påstående om det måleriska.
Om utställningen "Nedanför Tiden" på AnneElle Gallery 2012 skrev Håkan Nilson: "I hennes målningar ställs olika täthetsgrader i ytskikten mot en mer eller mindre tydlig gestik, där färg pressats och skrapats undan i distinkta, kontrollerade rörelser." 